# Samuel Ojong
Pour les articles homonymes, voir Ojong.
Samuel Ojong est un joueur de football camerounais né le 6 août 1980 à Buéa. Il joue au poste d'attaquant.

## Carrière
- 1995 : Kamark Kumba ( Cameroun)
- 1995-1996 : Fovu Baham ( Cameroun)
- 1996-1997 : Piment Bayangam  ( Cameroun)
- 1997-1998 : Tiko United  ( Cameroun) (11 buts)
- 1998-1999 : KSA ( Cameroun) (13 buts)
- 1999-2000 : FC Rouen ( France) (CFA : 26 matchs, 4 buts)
- 2000-2001 : FC Sion ( Suisse) (Super League : 13 matchs, 1 but)
- 2001-2002 : FC Sion  ( Suisse) (Super League : 28 matchs, 7 buts)
- 2002-2003 : SR Delémont ( Suisse) (Super League : 27 matchs, 12 buts)
- 2003-2004 : Neuchâtel Xamax ( Suisse) (Super League : 27 matchs, 5 buts)
- 2004-2005 : FC Thoune ( Suisse) (Super League : 12 matchs, 1 but)
- 2005-2006 : Gazélec Ajaccio ( France) (National : 15 matchs, 5 buts)
- 2006-2007 : Gazélec Ajaccio ( France) (CFA : 27 matchs, 18 buts)
- 2007-2008 : Croix de Savoie ( France) (CFA : 17 matchs, 7 buts)
- 2008-janvier 2009 : Croix de Savoie ( France) (National : 11 matchs, 3 buts)
- 2009 : Red Star ( France) (CFA : 16 matchs, 7 buts).
- 2009-2010 : UJA Alfortville ( France) (CFA)
- 2010-2012 : Jeanne d'Arc de Drancy ( France) (CFA :1 match, 1 but).
- 2012-2014 : FC La Tour/Le Pâquier ( Suisse) (2e ligue interrégionale) (38 matchs, 26 buts)[1].
- 2014 : AS Excelsior ( France) (D1P)
- 2015 : US Bénédictins ( France) (D1P)
- 24 buts au Cameroun
- 107 matchs, 26 buts en Super League
- 15 matchs, 5 buts en National
- 70 matchs, 29 buts en CFA

## Source
- Florian Kilchoer, « Un lion indomptable animé par la seule envie de jouer », La Gruyère,‎ 25 août 2012 (lire en ligne)